# We Lost the Sea
We Lost the Sea est un groupe de post-rock instrumental originaire de Sydney en Australie.

## Historique
Le premier album studio du groupe, Crimea, sort en 2010. Il est enregistré et mixé par Magnus Lindberg de Cult of Luna. Le deuxième, The Quietest Place On Earth sort en 2012. Le troisième album du groupe, intitulé Departure Songs, sort en 2015. Un quatrième album studio, intitulé Triumph & Disaster, est publié le 4 octobre 2019,.

## Membres

### Membres actuels
- Mark Owen – guitare (depuis 2007)
- Nathaniel D'Ugo – batterie (depuis 2007)
- Kieran Elliott – basse (depuis 2009)
- Mathew Kelly – clavier (depuis 2009)
- Matt Harvey – guitare (depuis 2012)
- Carl Whitbread – guitare (depuis 2017)

### Anciens membres
- Jared Ryan – basse (2007–2009)
- Bradley Garnam – guitare (2007–2012)
- Chris Torpy – chant (2007–2013)
- Grant Warner – guitare (2008–2012)
- Brendon Warner – guitare (2008–2016)

## Discographie
- 2010 : Crimea
- 2012 : The Quietest Place On Earth
- 2015 : Departure Songs
- 2019 : Triumph & Disaster
- 2025 : A Single Flower